# Kevin J. Anderson
Kevin James Anderson (n. el 27 de marzo de 1962) es un escritor estadounidense de ciencia ficción.

## Obra
Publicó su primer relato de Ciencia Ficción en 1982. Ha escrito varias novelas de las continuaciones de Star Wars: Trilogía de la academia Jedi. Su primera novela fue publicada en 1988, Resurrection, Inc.
Actualmente trabaja con el hijo de Frank Herbert, Brian Herbert, en la continuación de la saga Dune.
Ha publicado veinticinco best seller y ha sido galardonado con los premios Nebula, Bram Stocker y el SFX Reader's Choice. Ostenta el récord Guinness por ser el autor más prolífico a la hora de firmar libros.